# Avesta stad
Denna artikel handlar om den tidigare kommunen Avesta stad. För orten se Avesta, för dagens kommun, se Avesta kommun.
Avesta stad var en stad och kommun i Kopparbergs län.

## Administrativ historik
Avesta stad tilldelades den 13 augusti 1641 stadsrättigheter med egen borgmästare men under Falu stads jurisdiktion. Dessa  privilegierna drogs in 1688. Det nutida Avesta stad bildades genom en ombildning av Avesta köping den 1 april 1919. Staden inkorporerade 1967 landskommunerna Folkärna landskommun, By och Grytnäs samt Krylbo köping. 1971 ombildades så staden till Avesta kommun.
Den 1 januari 1952 (enligt beslut den 20 oktober 1950) överfördes till staden från Folkärna landskommun ett område med 45 invånare och omfattande en areal av 0,15 kvadratkilometer, varav 0,13 land.
I likhet med andra under 1900-talet inrättade stadskommuner fick staden inte egen jurisdiktion utan låg fortsatt under landsrätt i Folkare tingslag.
Staden tillhörde, liksom dess föregångare Avesta landskommun och Avesta köping, Avesta församling.
1 januari 2016 inrättades distriktet Avesta, med samma omfattning som Avesta församling hade 1999/2000, och vari detta område ingår.

### Sockenkod
För registrerade fornfynd med mera så återfinns staden inom ett område definierat av sockenkod 2341 som motsvarar den omfattning staden hade kring 1950.

## Stadsvapen
Blasonering: En sköld av silver med en bandvis ställd blå ström åtföljd ovan av ett rött järnmärke och nedan av ett kopparmärke av samma färg.  
Vapnet fastställdes 1920 för dåvarande Avesta stad. Bilden syftar på Dalälven och ortens industrier. Stadsvapnet registrerades oförändrat i PRV år 1974.

## Geografi
Avesta stad omfattade den 1 januari 1952 en areal av 12,85 km², varav 12,43 km² land.

### Tätorter i staden 1960
I Avesta stad fanns del av tätorten Avestaa, som hade 10 807 invånare i staden den 1 november 1960. Tätortsgraden i staden var då 100,0 procent.

## Befolkningsutveckling
| Befolkningsutvecklingen i Avesta stad 1920–1970 | Befolkningsutvecklingen i Avesta stad 1920–1970 | Befolkningsutvecklingen i Avesta stad 1920–1970 | Befolkningsutvecklingen i Avesta stad 1920–1970 | Befolkningsutvecklingen i Avesta stad 1920–1970 |
| --- | ----------------------------------------------- | ----------------------------------------------- | ----------------------------------------------- | ----------------------------------------------- |
| |                                                 |                                                 |                                                 |                                                 |
| År |                                                 |                                                 | Invånare                                        |                                                 |
| 1920 | 1920                                            |                                                 | 5 599                                           | 5 599                                           |
| 1925 | 1925                                            |                                                 | 5 177                                           | 5 177                                           |
| 1930 | 1930                                            |                                                 | 5 043                                           | 5 043                                           |
| 1935 | 1935                                            |                                                 | 5 349                                           | 5 349                                           |
| 1940 | 1940                                            |                                                 | 6 010                                           | 6 010                                           |
| 1945 | 1945                                            |                                                 | 6 325                                           | 6 325                                           |
| 1950 | 1950                                            |                                                 | 7 635                                           | 7 635                                           |
| 1955 | 1955                                            |                                                 | 9 410                                           | 9 410                                           |
| 1960 | 1960                                            |                                                 | 10 644                                          | 10 644                                          |
| 1965 | 1965                                            |                                                 | 10 549                                          | 10 549                                          |
| 1970 | 1970                                            |                                                 | 28 545                                          | 28 545                                          |
| Källa: SCB - Folkmängd inom administrativa områden 1910-1961 och Folkmängd 31 dec 1950-1975 i län, kommuner och församlingar enligt kommunindelningen 1 jan 1976. |                                                 |                                                 |                                                 |                                                 |

## Politik

### Mandatfördelning i valen 1919–1966
| 8 | 12 | 4 | 4 | 2 |

| 27 |

| 7 | 12 | 4 | 4 | 3 |

| 28 |

| 8 | 9 | 9 | 4 |

| 30 |

| 5 | 14 | 5 | 3 | 3 |

| 30 |

| 16 | 5 | 3 | 3 | 3 |

| 30 |

| 17 | 7 |  | 2 | 3 |

| 30 |

| 4 | 21 | 3 | 2 |

| 30 |

| 4 | 20 | 4 | 2 |

| 29 |

| 7 | 17 | 4 | 2 |

| 27 |

| 3 | 20 | 5 | 2 |

| 28 |

| 3 | 20 | 5 | 2 |

| 27 |

| 2 | 20 |  | 3 | 4 |

| 27 |

| 2 | 17 | 6 | 2 | 2 |  |

| 26 |

| 5 | 24 |  | 11 | 5 | 3 |

| 47 |

## Namnet
Namnet kommer från byn Åvsta (1303 Aghastadhum) som hade ett laxfiske vid nuvarande Avesta, 1643 kallad Åffwestafors. Förleden i Åvsta är ave, älvutvidgning. Efterleden är antingen stad, 'båtplats' eller sta(d), 'plats, ställe'.